# Belfaux
Belfaux är en ort och kommun i distriktet Sarine i kantonen Fribourg, Schweiz. Kommunen hade 3 470 invånare (2023). Den 1 januari 2016 inkorporerades kommunen Autafond in i Belfaux.